# Coleophora unicrenata
Coleophora unicrenata é uma espécie de mariposa do gênero Coleophora pertencente à família Coleophoridae.